# Богдановский, Евстафий Иванович
Евста́фий Ива́нович Богдано́вский (1833, село Подолково, Мстиславский уезд, Могилёвская губерния, Российская империя — 11 (23) октября 1888, Санкт-Петербург, Российская империя) — русский хирург, доктор медицины (1861), профессор (1869), заведующий кафедрой госпитальной хирургии Императорской военно-медицинской академии. Академик Императорской медико-хирургической академии (1880), заслуженный профессор Императорской военно-медицинской академии (1884), тайный советник (1887).

## Биография
Евстафий Иванович Богдановский родился в 1833 году в селе Подолкове Мстиславского уезда Могилёвской губернии в семье священника. После окончания Могилёвской духовной семинарии поступил в 1853 году в Санкт-Петербургскую медико-хирургическую академию. Во время обучения на младших курсах академии он увлекался анатомией, преподавателем которой был ученик Н. И. Пирогова прозектор П. С. Платонов, а на старших — усиленно занимался хирургией, которую преподавал бывший ассистент Н. И. Пирогова профессор П. Ю. Неммерт. Способности и трудолюбие молодого Богдановского выделяли его среди однокурсников. В 1858 году он окончил
Медико-хирургическую академию с золотой медалью и премией И. Ф. Буша, а имя его было занесено на мраморную доску.
Как лучший выпускник академии, Богдановский был зачислен во Врачебный институт для усовершенствования врачей и подготовки научно-педагогических кадров, учреждённый при Медико-хирургической академии к тому времени, и прикомандирован ко 2-му Военно-сухопутному госпиталю. Свою специализацию по хирургии Богдановский начал под руководством возглавлявшего кафедру госпитальной хирургии профессора А. А. Киттера — ученика и соратника Н. И. Пирогова. Параллельно Богдановский большое количество времени уделял изучению анатомии, работая в анатомическом театре и препарируя, некоторое время совмещал со специализацией по хирургии работу прозектором у профессора хирургической анатомии М. А. Фаворского. Быстро приобретя хирургический опыт и сделавшись отличным оператором, Богдановский стал ближайшим помощником А. А. Киттера. Богдановский также имел интерес к экспериментальным исследованиям и выполнил ряд серьёзных работ.
Е. И. Богдановский работал в военных госпиталях во время русско-турецкой войны 1877—1878 годов. Именно он оперировал художника-баталиста В. В. Верещагина, получившего ранение во время боя минного катера «Шутка» с турецким пароходом в июне 1877 года, и этим спас ему жизнь. Известен также эпизод, когда Е. И. Богдановскому в присутствии генерала М. И. Драгомирова пришлось вступить в дискуссию с самим Н. И. Пироговым. В споре с великим хирургом ему удалось отстоять своё мнение о поставленном диагнозе, а пострадавший, о котором шла речь, избежал грозившей ему ампутации ноги.
В Санкт-Петербурге Е. И. Богдановский пользовался большим авторитетом. С ним консультировались в самых ответственных случаях. Евстафий Иванович лечил Н. А. Некрасова во время его тяжелой предсмертной болезни. Вместе с хирургом Т. Бильротом он произвел операцию, продлившую жизнь поэта на несколько месяцев. 1 (13) марта 1881 года Е. И. Богдановский был срочно вызван к тяжелораненому в результате покушения народовольцев Александру II. Но в этом случае его искусство оказалось бессильно.

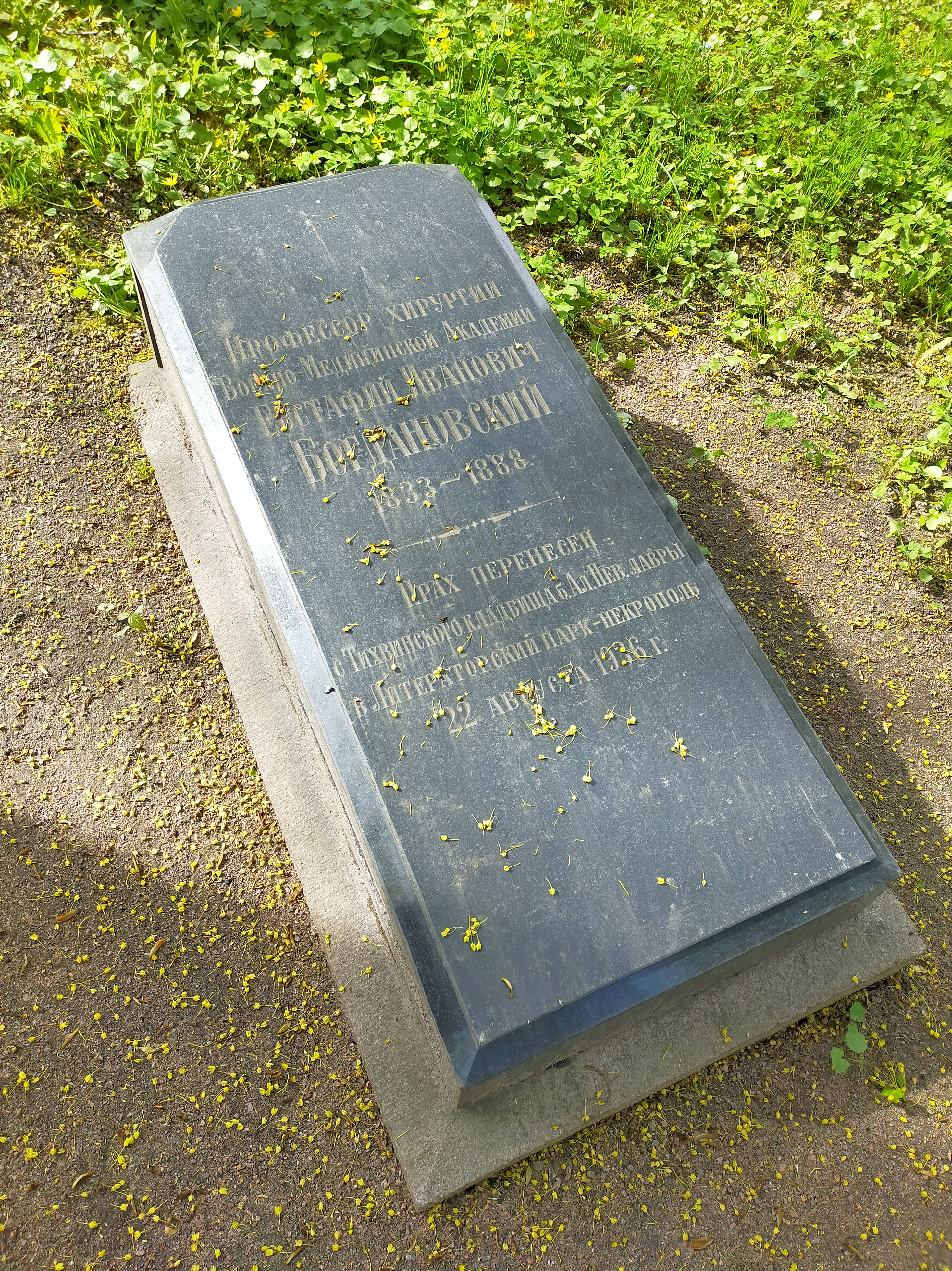
Надгробие Е. И. Богдановского на Литераторских мостках

Богдановский страдал аневризмом аорты и умер от её разрыва внезапно у операционного стола своей клиники в возрасте 55 лет. Случилось это 11 (23) октября 1888 года. Прочитав студентам лекцию, Богдановский закончил разбор больного, которому должны были сделать операцию — ампутацию предплечья. Оперировал молодой ординатор, который лечил больного, Богдановский стоял рядом, поучая: «Не сжимайте нож всей рукой, держите его, как смычок». Заметив неуверенные движения оперировавшего, профессор начал делать разрезы сам. Он окончил отсепаровку, встал, передал скальпель ординатору и сказал: «Вот так надо оперировать». И тут же внезапно потерял сознание. Его вынесли в соседнюю комнату, уложили на солдатскую койку. Через несколько минут Богдановский очнулся и спросил: «Производится ли операция? Да не держите меня, я здоров ведь». Это были последние слова профессора Богдановского. «Так умирает истинный воин на поле брани при исполнении священного долга защитник отечества; так умер русский доктор хирургии Е. И. Богдановский при исполнении своих обязанностей — учителя и врача», — писал в своих воспоминаниях доктор Таубе.
Был похоронен на Тихвинском кладбище. В 1936 году прах был перенесён на Литераторские мостки.

## Семья
Дочь — Ольга Евстафьевна Богдановская (1868—1942), в 1891 году стала женой фармаколога Н. П. Кравкова. В семье было двое детей. Брак закончился разводом в 1916 году. Умерла от истощения в блокадном Ленинграде в феврале 1942 г.

## Хирургическая школа
Из хирургической научной школы Е. И. Богдановского вышла плеяда крупных учёных и хирургов: М. С. Субботин, В. А. Ратимов, В. В. Максимов, А. Х. Ринек, Н. А. Круглевский, И. А. Праксин.

## Комментарии
1. ↑  Прообраз ординатуры и аспирантуры.